# El Cóndor
Der Cerro El Cóndor ist ein Stratovulkan in den argentinischen Anden. Er ist 6373 m hoch und befindet sich in der Puna de Atacama. Aufgrund seiner Abgelegenheit wurde er als einer der letzten großen 6000er der Anden erst im Jahre 1996 nachweislich erstbestiegen.